# コプリ・メダル

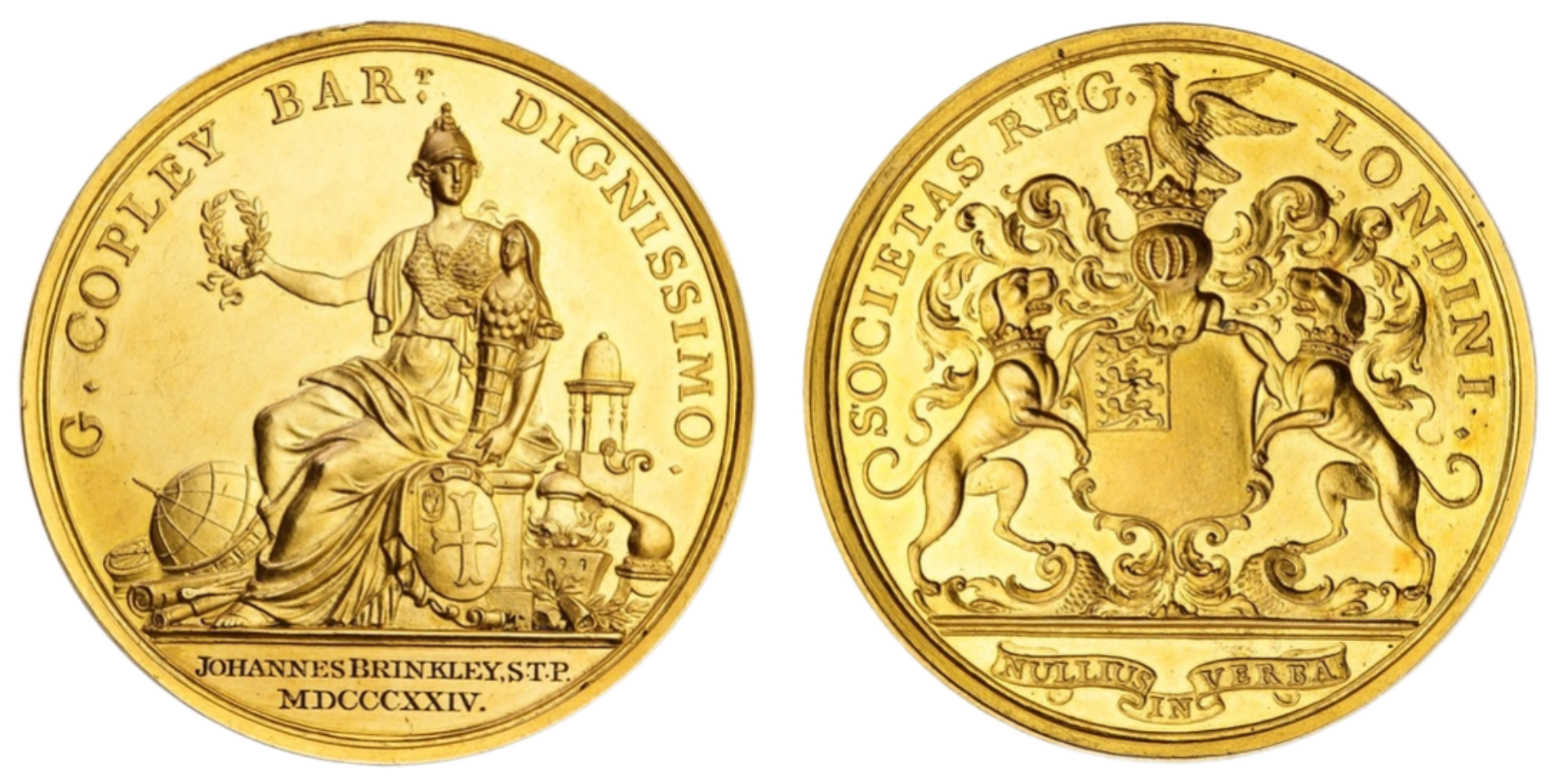
表裏

コプリ・メダル（英: Copley Medal）は、科学業績に対して贈られる最も歴史の古い賞である。イギリス王立協会によって1731年に創立され、毎年贈られている。
裕福な地主で1691年に王立協会のメンバーになったゴッドフリー・コプリ卿の基金をもとに設立された。数学または物理科学の研究者と生命科学の研究者から一年ごとに交互に選出している。受賞者は協会のフェローあるいは外国人会員に選出される。
ノーベル賞以前の最も古く権威ある科学賞である。ダーウィンやファラデー、マックスウェルも受賞。 ノーベル賞（物理・化学・生理学医学）が始まるまでの間、世界の科学者たちが目指す賞のひとつだった。

## 受賞者一覧

### 1731年 - 1749年
- 1731年：スティーヴン・グレイ
- 1732年：スティーヴン・グレイ（2回目）
- 1734年：ジョン・デサグリエ
- 1736年：ジョン・デサグリエ（2回目）
- 1737年：John Belchier
- 1738年：James Valoue
- 1739年：スティーヴン・ヘールズ
- 1740年：Alexander Stuart
- 1741年：ジョン・デサグリエ（3回目）
- 1742年：クリストファー・ミドルトン
- 1743年：アブラハム・トランブレー
- 1744年：Henry Baker
- 1745年：ウィリアム・ワトソン
- 1746年：Benjamin Robins
- 1747年：Gowin Knight
- 1748年：ジェームズ・ブラッドリー
- 1749年：ジョン・ハリソン

### 1750年 - 1799年
- 1750年：ジョージ・エドワーズ
- 1751年：John Canton
- 1752年：ジョン・プリングル
- 1753年：ベンジャミン・フランクリン
- 1754年：ウィリアム・ルイス
- 1755年：John Huxham
- 1756年： 受賞者なし
- 1757年：チャールズ・キャヴェンディッシュ（Charles Cavendish）
- 1758年：ジョン・ドロンド
- 1759年：ジョン・スミートン
- 1760年：ベンジャミン・ウィルソン
- 1761年： 受賞者なし
- 1762年： 受賞者なし
- 1763年： 受賞者なし
- 1764年：John Canton
- 1765年： 受賞者なし
- 1766年：ウィリアム・ブラウンリッジ（William Brownrigg）、 Edward Delaval、 ヘンリー・キャヴェンディッシュ
- 1767年：ジョン・エリス
- 1768年：Peter Woulfe
- 1769年：ウィリアム・ヒュースン
- 1770年：ウィリアム・ダグラス・ハミルトン
- 1771年：Matthew Raper
- 1772年：ジョゼフ・プリーストリー
- 1773年：ジョン・ウォルシュ（John Walsh）
- 1774年： 受賞者なし
- 1775年：ネヴィル・マスケリン
- 1776年：ジェームズ・クック
- 1777年：ジョン・マッジ
- 1778年：チャールズ・ハットン（Charles Hutton）
- 1779年： 受賞者なし
- 1780年：Samuel Vince
- 1781年：ウィリアム・ハーシェル
- 1782年：リチャード・カーワン
- 1783年：ジョン・グッドリック、Thomas Hutchins
- 1784年：エドワード・ウェアリング
- 1785年：ウィリアム・ロイ（William Roy）
- 1786年： 受賞者なし
- 1787年：ジョン・ハンター
- 1788年：Charles Blagden
- 1789年：ウィリアム・M・モーガン（William Morgan）
- 1790年： 受賞者なし
- 1791年：James Rennell; Jean-Andre Deluc
- 1792年：ベンジャミン・トンプソン
- 1793年： 受賞者なし
- 1794年：アレッサンドロ・ボルタ
- 1795年：Jesse Ramsden
- 1796年：ジョージ・アトウッド
- 1797年： 受賞者なし
- 1798年：George Shuckburgh、チャールズ・ハチェット
- 1799年：ジョン・ヘリンズ（John Hellins）

### 1800年 - 1849年
- 1800年：エドワード・ハワード
- 1801年：アストリー・クーパー
- 1802年：ウイリアム・ウォラストン
- 1803年：リチャード・チェネヴィックス
- 1804年：スミソン・テナント
- 1805年：ハンフリー・デービー
- 1806年：トーマス・アンドルー・ナイト
- 1807年：エヴァラード・ホーム
- 1808年：ウィリアム・ヘンリー
- 1809年：エドワード・トルートン（Edward Troughton）
- 1810年： 受賞者なし
- 1811年：ベンジャミン・ブロディー（Benjamin Brodie）
- 1812年： 受賞者なし
- 1813年：ウィリアム・トマス・ブランド
- 1814年：ジェームズ・アイヴォリー
- 1815年：ディヴィッド・ブリュースター
- 1816年： 受賞者なし
- 1817年：ヘンリー・ケーター
- 1818年：Robert Seppings
- 1819年： 受賞者なし
- 1820年：ハンス・クリスティアン・エルステッド
- 1821年：エドワード・サビーン、ジョン・ハーシェル
- 1822年：ウィリアム・バックランド
- 1823年：ジョン・ポンド
- 1824年：ジョン・ブリンクリー
- 1825年：フランソワ・ジャン・ドミニク・アラゴー、ピーター・バーロー
- 1826年：ジェームズ・サウス
- 1827年：ウィリアム・プラウト、 ヘンリー・フォスター
- 1828年： 受賞者なし
- 1829年： 受賞者なし
- 1830年： 受賞者なし
- 1831年：ジョージ・ビドル・エアリー
- 1832年：マイケル・ファラデー、シメオン・ドニ・ポアソン
- 1833年： 受賞者なし
- 1834年：ジョヴァンニ・プラーナ
- 1835年：ウィリアム・スノー・ハリス（William Snow Harris）
- 1836年：イェンス・ベルセリウス、Francis Kiernan
- 1837年：アントワーヌ・セザール・ベクレル、ジョン・フレデリック・ダニエル
- 1838年：カール・フリードリヒ・ガウス、マイケル・ファラデー（2回目）
- 1839年：ロバート・ブラウン
- 1840年：ユストゥス・フォン・リービッヒ、Jacques Charles Francois Sturm
- 1841年：ゲオルク・オーム
- 1842年：ジェームズ・マッカラー
- 1843年：ジャン＝バティスト・デュマ
- 1844年：カルロ・マテウッチ
- 1845年：テオドール・シュワン
- 1846年：ユルバン・ルヴェリエ
- 1847年：ジョン・ハーシェル（2回目）
- 1848年：ジョン・クーチ・アダムズ
- 1849年：ロデリック・マーチソン

### 1850年 - 1899年
- 1850年：ペーター・ハンゼン
- 1851年：リチャード・オーウェン
- 1852年：アレクサンダー・フォン・フンボルト
- 1853年：ハインリッヒ・ウィルヘルム・ドーヴェ
- 1854年：ヨハネス・ペーター・ミュラー
- 1855年：レオン・フーコー
- 1856年：アンリ・ミルン＝エドワール
- 1857年：ミッシェル・シュブルール
- 1858年：チャールズ・ライエル
- 1859年：ヴィルヘルム・ヴェーバー
- 1860年：ロベルト・ブンゼン
- 1861年：ルイ・アガッシ
- 1862年：トーマス・グレアム
- 1863年：アダム・セジウィック
- 1864年：チャールズ・ダーウィン
- 1865年：ミシェル・シャール
- 1866年：Julius Plucker
- 1867年：カール・エルンスト・フォン・ベーア
- 1868年：チャールズ・ホイートストン
- 1869年：アンリ・ヴィクトル・ルニョー
- 1870年：ジェームズ・プレスコット・ジュール
- 1871年：ユリウス・ロベルト・フォン・マイヤー
- 1872年：フリードリヒ・ヴェーラー
- 1873年：ヘルマン・フォン・ヘルムホルツ
- 1874年：ルイ・パスツール
- 1875年：アウグスト・ヴィルヘルム・フォン・ホフマン
- 1876年：クロード・ベルナール
- 1877年：ジェームズ・デーナ
- 1878年：ジャン・バティスト・ブサンゴー
- 1879年：ルドルフ・クラウジウス
- 1880年：ジェームス・ジョセフ・シルベスター
- 1881年：アドルフ・ヴュルツ
- 1882年：アーサー・ケイリー
- 1883年：ウィリアム・トムソン
- 1884年：カール・ルートヴィヒ
- 1885年：フリードリヒ・ケクレ
- 1886年：フランツ・エルンスト・ノイマン
- 1887年：ジョセフ・ダルトン・フッカー
- 1888年：トマス・ヘンリー・ハクスリー
- 1889年：ジョージ・サーモン
- 1890年：サイモン・ニューカム
- 1891年：スタニズラオ・カニッツァーロ
- 1892年：ルドルフ・ウィルヒョー
- 1893年：ジョージ・ガブリエル・ストークス
- 1894年：エドワード・フランクランド
- 1895年：カール・ワイエルシュトラス
- 1896年：Karl Gegenbaur
- 1897年：アルベルト・フォン・ケリカー
- 1898年：ウィリアム・ハギンズ
- 1899年：ジョン・ウィリアム・ストラット

### 1900年 - 1949年
- 1900年：マルセラン・ベルテロ
- 1901年：ウィラード・ギブズ
- 1902年：ジョゼフ・リスター
- 1903年：エドアルト・ジュース
- 1904年：ウィリアム・クルックス
- 1905年：ドミトリ・メンデレーエフ
- 1906年：イリヤ・メチニコフ
- 1907年：アルバート・マイケルソン
- 1908年：アルフレッド・ラッセル・ウォレス
- 1909年：ジョージ・ウィリアム・ヒル
- 1910年：フランシス・ゴルトン
- 1911年：ジョージ・ハワード・ダーウィン
- 1912年：フェリックス・クライン
- 1913年：レイ・ランケスター
- 1914年：ジョゼフ・ジョン・トムソン
- 1915年：イワン・パブロフ
- 1916年：ジェイムズ・デュワー
- 1917年：エミール・ルー（Pierre Paul Émile Roux）
- 1918年：ヘンドリック・ローレンツ
- 1919年：ウィリアム・ベイリス
- 1920年：Horace Brown
- 1921年：ジョゼフ・ラーモア
- 1922年：アーネスト・ラザフォード
- 1923年：Horace Lamb
- 1924年：Edward Albert Sharpey-Schafer
- 1925年：アルベルト・アインシュタイン
- 1926年：フレデリック・ホプキンズ
- 1927年：チャールズ・シェリントン
- 1928年：チャールズ・アルジャーノン・パーソンズ
- 1929年：マックス・プランク
- 1930年：ウィリアム・ヘンリー・ブラッグ
- 1931年：アーサー・シュスター
- 1932年：ジョージ・ヘール
- 1933年：セオバルド・スミス
- 1934年：ジョン・ホールデン（John Haldane）
- 1935年：チャールズ・ウィルソン
- 1936年：アーサー・エヴァンズ
- 1937年：ヘンリー・ハレット・デール
- 1938年：ニールス・ボーア
- 1939年：トーマス・ハント・モーガン
- 1940年：ポール・ランジュバン
- 1941年：トーマス・ルイス（Thomas Lewis）
- 1942年：ロバート・ロビンソン
- 1943年：ジョゼフ・バークロフト（Joseph Barcroft）
- 1944年：ジェフリー・テーラー
- 1945年：オズワルド・アベリー
- 1946年：エドガー・エイドリアン
- 1947年：ゴッドフレイ・ハロルド・ハーディ
- 1948年：アーチボルド・ヒル
- 1949年：ゲオルク・ド・ヘヴェシー

### 1950年 - 1999年
- 1950年：ジェームズ・チャドウィック
- 1951年：デーヴィッド・ケイリン
- 1952年：ポール・ディラック
- 1953年：Albert Kluyver
- 1954年：エドマンド・テイラー・ホイッテーカー
- 1955年：ロナルド・フィッシャー
- 1956年：パトリック・ブラケット
- 1957年：ハワード・フローリー
- 1958年：ジョン・エデンサー・リトルウッド
- 1959年：フランク・マクファーレン・バーネット
- 1960年：ハロルド・ジェフリーズ
- 1961年：ハンス・クレブス
- 1962年：シリル・ヒンシェルウッド
- 1963年：Paul Fildes
- 1964年：シドニー・チャップマン
- 1965年：アラン・ロイド・ホジキン
- 1966年：ローレンス・ブラッグ
- 1967年：ベルンハルト・カッツ
- 1968年：タデウシュ・ライヒスタイン
- 1969年：ピーター・メダワー
- 1970年：アレクサンダー・トッド
- 1971年：Norman Pirie
- 1972年：ネヴィル・モット
- 1973年：アンドリュー・ハクスリー
- 1974年：ウィリアム・ホッジ
- 1975年：フランシス・クリック
- 1976年：ドロシー・ホジキン
- 1977年：フレデリック・サンガー
- 1978年：ロバート・バーンズ・ウッドワード
- 1979年：マックス・ペルーツ
- 1980年：デレック・バートン
- 1981年：ピーター・ミッチェル
- 1982年：ジョン・コーンフォース
- 1983年：ロドニー・ロバート・ポーター
- 1984年：スブラマニアン・チャンドラセカール
- 1985年：アーロン・クルーグ
- 1986年：ルドルフ・パイエルス
- 1987年：ロバート・ヒル
- 1988年：マイケル・アティヤ
- 1989年：セーサル・ミルスタイン
- 1990年：アブドゥッサラーム
- 1991年：シドニー・ブレナー
- 1992年：ジョージ・ポーター
- 1993年：ジェームズ・ワトソン
- 1994年：チャールズ・フランク（Frederick Charles Frank）
- 1995年：Frank Fenner
- 1996年：アラン・コットレル（Alan Cottrell）
- 1997年：ヒュー・ハクスレー（Hugh Huxley）
- 1998年：James Lighthill
- 1999年：ジョン・メイナード・スミス

### 2000年 -
- 2000年：Alan Battersby
- 2001年：ジャック・ミラー
- 2002年：ジョン・ポープル
- 2003年：ジョン・ガードン
- 2004年：ハロルド・クロトー
- 2005年：ポール・ナース
- 2006年：スティーヴン・ホーキング
- 2007年：ロバート・メイ
- 2008年：ロジャー・ペンローズ
- 2009年：マーティン・エヴァンズ
- 2010年：デイヴィッド・コックス、トマス・リンダール
- 2011年：ダン・マッケンジー
- 2012年：ジョン・E・ウォーカー
- 2013年：アンドレ・ガイム
- 2014年：アレック・ジェフリーズ
- 2015年：ピーター・ヒッグス
- 2016年：リチャード・ヘンダーソン
- 2017年：アンドリュー・ワイルズ
- 2018年：ジェフリー・ゴードン
- 2019年：ジョン・グッドイナフ
- 2020年：アラン・ファーシュト
- 2021年：ジョスリン・ベル・バーネル
- 2022年：オックスフォード＝アストラゼネカCOVID-19ワクチン開発チーム[1]
- 2023年：マーティン・リース
- 2024年：グレゴリー・ウィンター